# Podnoszenie ciężarów na Letnich Igrzyskach Olimpijskich 1936 – waga lekkociężka mężczyzn
Rywalizacja w wadze do 82,5 kg mężczyzn w podnoszeniu ciężarów na Letnich Igrzyskach Olimpijskich 1936 odbyła się 3 sierpnia 1936 roku w hali Deutschlandhalle. W rywalizacji wystartowało 14 zawodników z 9 krajów. Tytuł sprzed czterech lat obronił Francuz Louis Hostin. Srebrny medal wywalczył Niemiec Eugen Deutsch, zaś trzecie miejsce zajął Egipcjanin Ibrahim Wasif.

## Wyniki
| Pozycja | Zawodnik            | Reprezentacja        | Waga | Wyciskanie | Wyciskanie | Wyciskanie | Rwanie | Rwanie | Rwanie | Podrzut | Podrzut | Podrzut | Wynik |
| Pozycja | Zawodnik            | Reprezentacja        | Waga | 1          | 2          | 3          | 1      | 2      | 3      | 1       | 2       | 3       | Wynik |
| ------- | ------------------- | -------------------- | ---- | ---------- | ---------- | ---------- | ------ | ------ | ------ | ------- | ------- | ------- | ----- |
| 1. !    | Louis Hostin        | Francja              | 81,7 | 102,5      | 107,5      | 110,0      | 110,0  | 115,0  | 117,5  | 140,0   | 145,0   | 152,5   | 372,5 |
| 2. !    | Eugen Deutsch       | III Rzesza           | 81,4 | 97,5       | 102,5      | 105,0      | 110,0  | 110,0  | 112,5  | 142,5   | 147,5   | 150,0   | 365,0 |
| 3. !    | Ibrahim Wasif       | Królestwo Egiptu     | 82,3 | 95,0       | 100,0      | 102,5      | 102,5  | 107,5  | 110,0  | 142,5   | 147,5   | 150,0   | 360,0 |
| 4       | Helmut Opschruf     | III Rzesza           | 76,3 | 92,5       | 97,5       | 100,0      | 105,0  | 110,0  | 115,0  | 140,0   | 147,5   | 147,5   | 355,0 |
| 5       | Nicolas Scheitler   | Luksemburg           | 80,4 | 100,0      | 105,0      | 107,5      | 105,0  | 105,0  | 110,0  | 135,0   | 140,0   | 150,0   | 350,0 |
| 6       | Fritz Haller        | Republika Austriacka | 81,3 | 97,5       | 102,5      | 102,5      | 110,0  | 115,0  | 115,0  | 142,5   | 142,5   | 152,5   | 350,0 |
| 7       | William Good        | Stany Zjednoczone    | 81,6 | 100,0      | 105,0      | 105,0      | 105,0  | 105,0  | 112,5  | 140,0   | 145,0   | 150,0   | 350,0 |
| 8       | Mohamed Geisa       | Królestwo Egiptu     | 81,2 | 95,0       | 100,0      | 100,0      | 102,5  | 107,5  | 110,0  | 142,5   | 147,5   | 147,5   | 347,5 |
| 9       | John Miller         | Stany Zjednoczone    | 81,8 | 97,5       | 102,5      | 102,5      | 102,5  | 107,5  | 107,5  | 137,5   | 142,5   | 142,5   | 347,5 |
| 10      | Johann von Szabados | Republika Austriacka | 81,9 | 97,5       | 102,5      | 105,0      | 97,5   | 102,5  | 102,5  | 132,5   | 137,5   | 142,5   | 342,5 |
| 11      | Gaston le Pût       | Francja              | 82,2 | 92,5       | 97,5       | 100,0      | 100,0  | 100,0  | 105,0  | 125,0   | 130,0   | 135,0   | 335,0 |
| 12      | Josef Brumlík       | Czechosłowacja       | 81,8 | 97,5       | 102,5      | 102,5      | 95,0   | 100,0  | 100,0  | 122,5   | 127,5   | 132,5   | 325,0 |
| 13      | Pierre Cottier      | Szwajcaria           | 80,1 | 77,5       | 82,5       | 85,0       | 100,0  | 100,0  | 102,5  | 135,0   | 142,5   | 142,5   | 320,0 |
| 14      | Karl Oole           | Estonia              | 82,2 | 87,5       | 92,5       | 92,5       | 100,0  | 100,0  | 100,0  | 132,5   | 140,0   | 140,0   | 320,0 |